# Тапакуло каштановочеревий
Тапакуло каштановочеревий (Scytalopus parvirostris) — вид горобцеподібних птахів родини галітових (Rhinocryptidae).

## Поширення
Вид поширений в Болівії та Перу. Трапляється на східному схилі Анд від півдня регіону Амазонас (Перу) на південний схід до західної частини департаменту Санта-Крус в Болівії. Мешкає в підліску вологих гірських лісів на висотах від 1800 до 3300 м над рівнем моря.

## Опис
Дрібний птах, завдовжки 10,5 см. Самці важать від 17,5 до 21 г, а самиці від 15,4 до 18 г. Дорослі самці зазвичай темно-сірі зверху і світло-сірі знизу. Боки та хриссум (область навколо клоаки) темно-червоно-коричневі з темними смугами. Самиця схожа на самця, але блідіша з темно-коричневим відтінком.